# Thomas Dunstan
Thomas Dunstan, född 29 september 1997 i Norwalk i Connecticut, är en amerikansk vattenpolospelare. Han ingick i USA:s herrlandslag i herrarnas turnering i vattenpolo vid olympiska sommarspelen 2016 i Rio de Janeiro där USA slutade på tionde plats.
Efter skoltiden vid Mater Dei High School i Santa Ana i Kalifornien studerade Dunstan vid University of Southern California där han spelade för USC Trojans. Han deltog i herrarnas turnering i vattenpolo vid världsmästerskapen i simsport 2017 i Budapest där USA slutade på trettonde plats.